# Jill Mulleady
Jill Mulleady   (Montevideo, 1980) és un artista uruguaiana, que es va criar a Buenos Aires, Argentina. Es va traslladar a Londres per estudiar a la Chelsea School of Art (2007-2009), on va rebre un Màster en Belles Arts. Viu i treballa a Los Angeles, Califòrnia.
La seva obra ha estat mostrada a la 58a exposició central de la Biennal de Venècia, Kunsthalle (Berna), Institut Suís / Art Contemporani (Nova York), Museu Arqueològic Nacional de Nàpols, Museu Hirshhorn i Jardí d'Escultures (Washington, DC), Casa -Taller de Luis Barragán (Ciutat de Mèxic), Schinkel Pavillon (Berlín), i Museu d'Arts Plàstiques Eduardo Sívori (Buenos Aires).